# نیژنی اوبکیماخی
نیژنی اوبکیماخی (به لاتین: Nizhny Ubekimakhi) یک منطقهٔ مسکونی در روسیه است که در شهرستان لواشینسکی واقع شده‌است.